# Pino de Viduerna

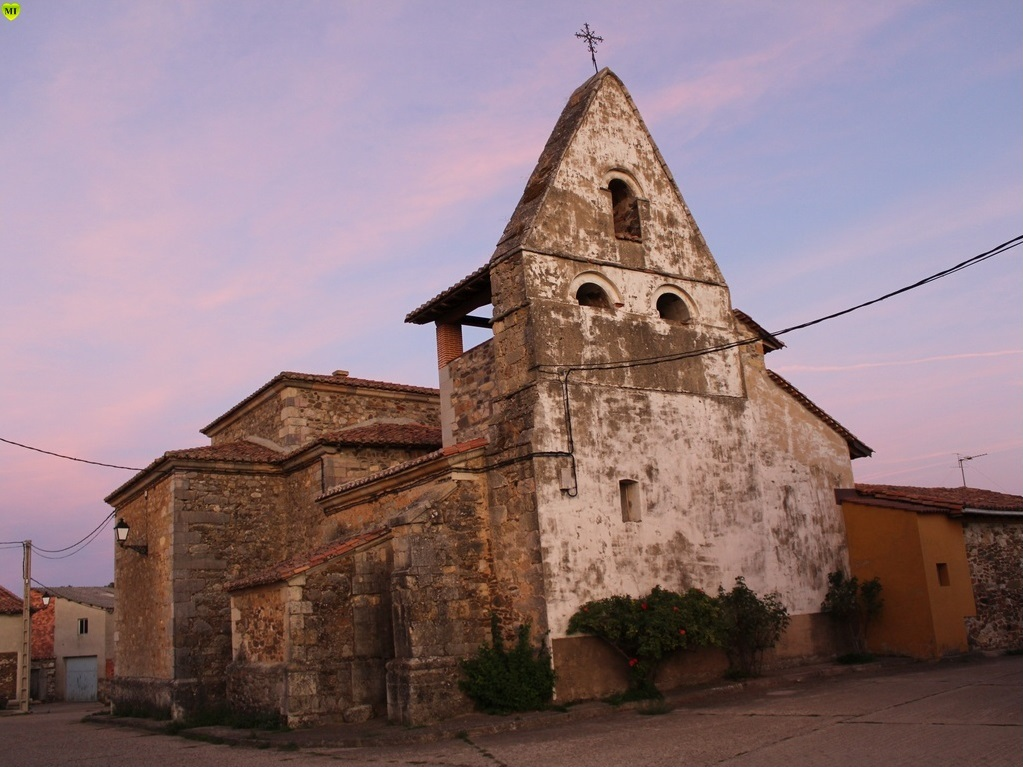
Iglesia de San Adrián

Pino de Viduerna es una localidad del municipio de Santibáñez de la Peña en la provincia de Palencia, en la Comunidad Autónoma de Castilla y León, España. Está a una distancia de 7 km de Santibáñez de la Peña, la capital municipal, en la comarca de Montaña Palentina.

## Situación
Se encuentra en la parte norte de la provincia de Palencia, en la comarca de la Montaña Palentina.
Confina al SO con Viduerna de la Peña, al NO con Las Heras de la Peña y Santibáñez de la Peña, al N con Aviñante de la Peña y al E con Villalbeto de la Peña.

## Demografía
Evolución de la población en el siglo XXI
| Gráfica de evolución demográfica de Pino de Viduerna entre 2000 y 2020 |
|                                                                        |
| Población de derecho (2000-2020) según el padrón municipal del INE     |